# Edward Szerękowski
Edward Szerękowski (ur. ok. 1874, zm. 27 grudnia 1965) – polski leśnik, polityk, burmistrz Dobromila.

## Życiorys
W 1903 został uczniem Szkoły Gospodarstwa Lasowego we Lwowie. Został leśnikiem. W sierpniu 1913 brał udział w XXVIII Zjeździe leśników. Był członkiem Galicyjskiego Towarzystwa Łowieckiego w 1914 (zamieszkiwał wówczas w miejscowości Hanaczówka). W II RP był członkiem i działaczem Małopolskiego Towarzystwa Leśnego, a przy nim został członkiem rady nadzorczej Spółdzielni Leśników. Pracował w Lasach Państwowych jako nadleśniczy Nadleśnictw Łopianka, Starzawa.

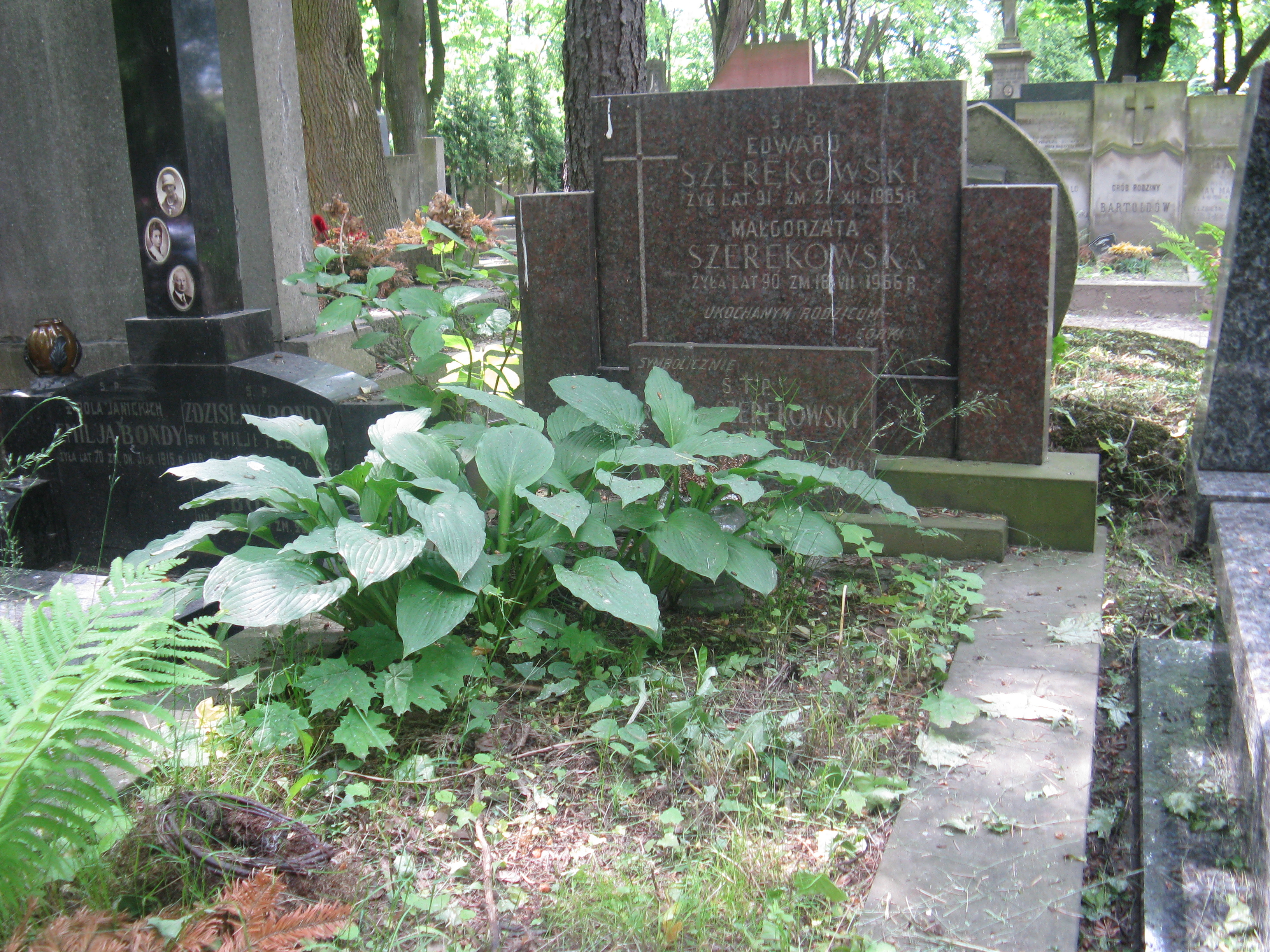
Nagrobek Edwarda i Małgorzaty Szerękowskich

Na posiedzeniu rady gminnej 11 lipca 1933 został jednogłośnie wybrany burmistrzem Dobromila (w tym czasie pełnił funkcję prezesa powiatowego zarządu BBWR, był także honorowym obywatelem tego miasta). Bez powodzenia kandydował w wyborach parlamentarnych w 1935 roku na posła Sejmu IV kadencji (1935–1938) w okręgu wyborczym nr 76 Sambor.
Był kreślarzem, rysownikiem, pisarzem, autorem reportaży do czasopisma „Łowiec Polski”, po II wojnie światowej pisał powieść pt. Szantażyści.
Zmarł 27 grudnia 1965 w wieku 91 lat. Został pochowany na Starym Cmentarzu Powązkowskim w Warszawie (kwatera 57, rząd 5, miejsce 10).
Jego żoną była Małgorzata (zm. 1966 w wieku 90 lat). Miał córkę Anielę (1907–1989, nauczycielka), której synem został Krzysztof Piesiewicz (ur. 1945, adwokat, scenarzysta filmowy, senator).